# Mihaela Țepușă

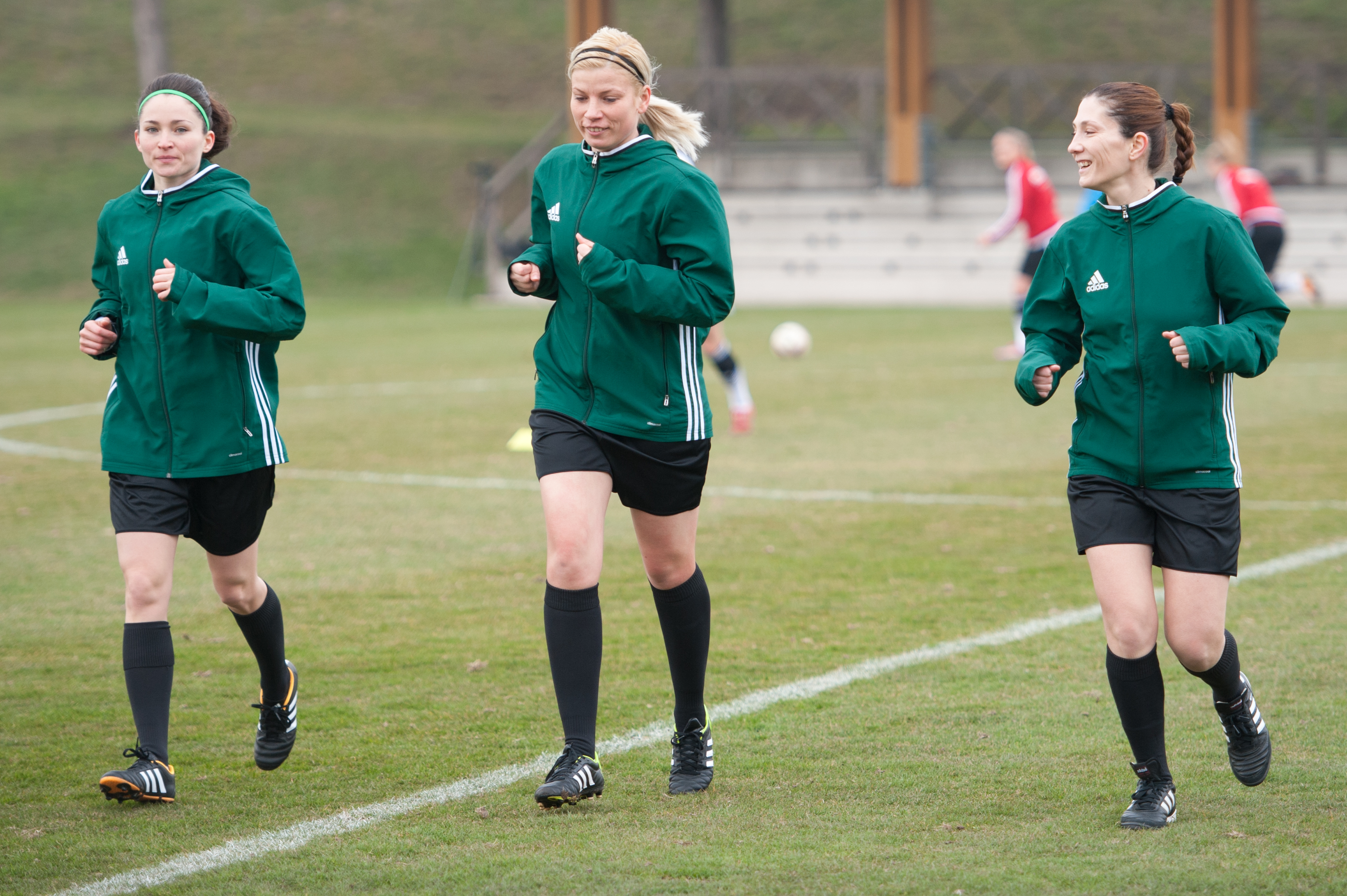
Mihaela Țepușă (rechts) mit Sara Telek und Christina Mariana Trandafir (Mitte) 2016

Elena Mihaela Gomoescu Țepușă (* 19. April 1983 in Buzău) ist eine rumänische Fußballschiedsrichterassistentin.
Seit 2013 steht sie auf der Liste der FIFA-Schiedsrichter und leitet internationale Fußballspiele.
Țepușă war unter anderem Schiedsrichterassistentin bei der U-19-Europameisterschaft 2015 in Israel, bei der Europameisterschaft 2017 in den Niederlanden, bei der U-17-Weltmeisterschaft 2018 in Uruguay, bei der Weltmeisterschaft 2019 in Frankreich (als Assistentin von Riem Hussein) und bei der U-17-Weltmeisterschaft 2022 in Indien.
Im Januar 2023 wurde Țepușă für die Weltmeisterschaft 2023 in Australien und Neuseeland nominiert.